# Paul Sahlin (konstnär)
Paul Peter Sahlin, född 12 augusti 1905 i Stockholm, död 8 februari 1988 i Ås i Jämtland, var en svensk konstnär och dekorationsmålare.

## Biografi
Paul Sahlin var son till Peter Sahlin och Mina Jakobsson, och från 1936 gift med Rut Ingeborg Blomgren samt bror till Margareta Christensson och halvbror till Batte Sahlin och Urban Sahlin. Han studerade vid en dekorationsmålarskola 1926–1930 samt en kortare tids studier för Otte Sköld i Stockholm och under studieresor till Frankrike, Italien och Norge.
Separat ställde han ut ett tiotal gånger i Östersund från 1929 och därefter separat i Stockholm och Ibiza. Tillsammans med tre andra jämtlandskonstnärer ställde han ut på Sturegalleriet i Stockholm och han medverkade i samlingsutställningar arrangerade av Jämtlands läns konstförening och Sällskapet för jämtländsk konstkultur. Bland hans offentliga arbeten märks dekorationsmålningar i Aspnäs värdshus och Brunflo skola.
Hans konst består av stilleben, porträttmotiv och landskap från Ibiza eller vildmarken i norra Sverige utförda huvudsakligen i akvarell. Som illustratör utförde han illustrationerna till Tage Thiels diktsamling Skrattande vatten, som utgavs 1938. Sahlin finns representerad vid Jämtlands läns museum och Östersunds rådhus.
Paul Sahlin fick två barn, varav ett var violinisten Salmo Sahlin (1943–2002). De är begravda på Ås kyrkogård.